# Lymnas araguaya
Lymnas araguaya är en fjärilsart som beskrevs av Adalbert Seitz 1917. Lymnas araguaya ingår i släktet Lymnas och familjen Riodinidae. Inga underarter finns listade i Catalogue of Life.